# Wollepark der Nordwolle

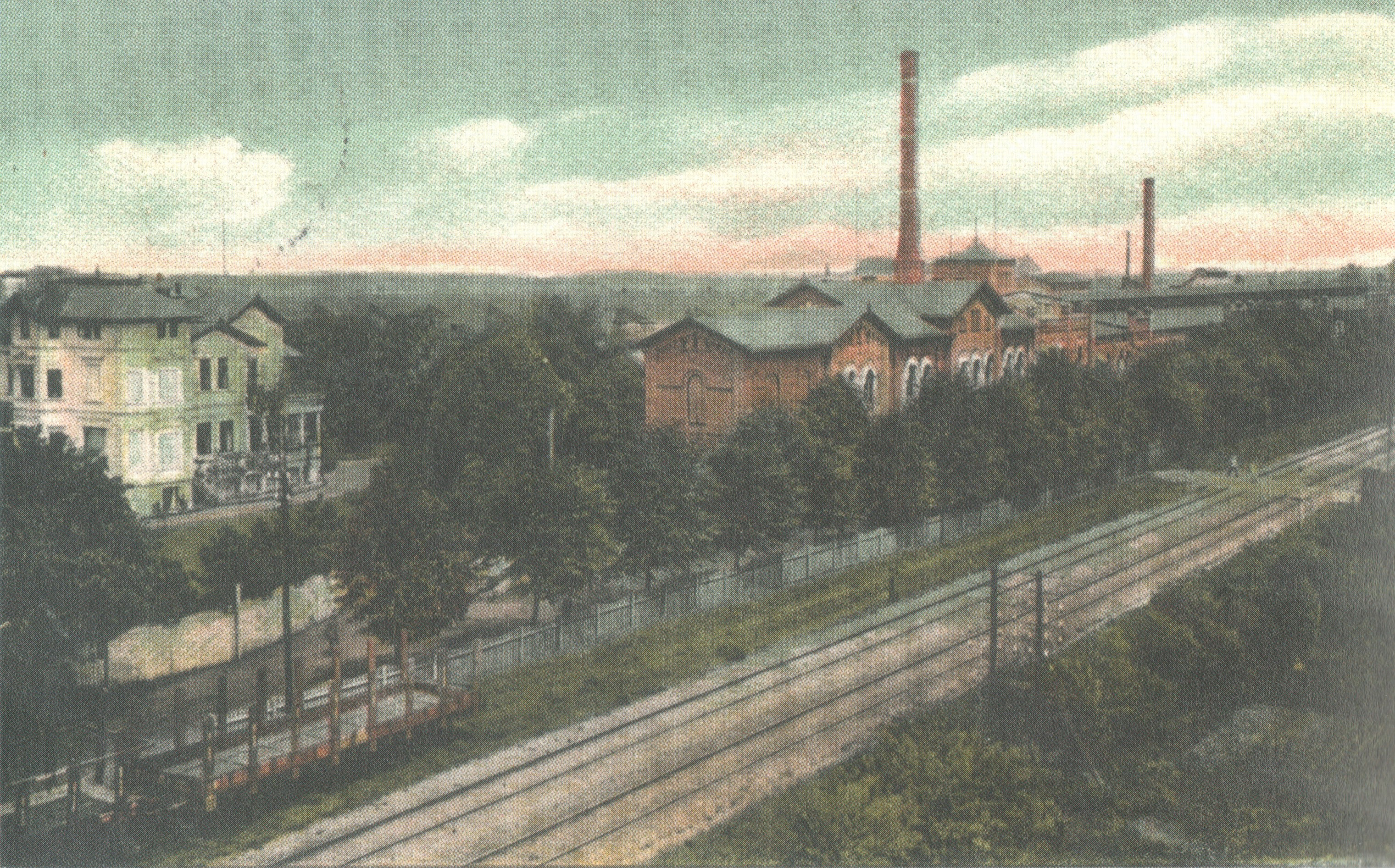
Park, Villa und Fabrikgelände um 1900

Der Wollepark der Nordwolle ist ein Park auf dem Areal der Nordwolle (NW&K) zwischen den Straßen Fabrikhof, Nordwollestraße, Stedingerstraße und Pommerstraße in Delmenhorst, der ab 1893 entstand.
Der Park ist ein Baudenkmal in Delmenhorst.

## Geschichte
Die Nordwolle war ein bedeutendes Unternehmen für die Verarbeitung von Wolle und Kammgarn, angesiedelt auf einem Areal von rund 25 Hektar Fläche zwischen dem Flüsschen Delme im Westen und Norden und den Bahngleisen im Süden. Sie bestand von 1884 bis zur Stilllegung von 1981. Die Zahl der Mitarbeiter wuchs rapide an: 1887 waren es 900, um 1911 bereits 3000 Mitarbeiter und später bis zu 4500. Eine „Stadt in der Stadt“ entwickelte sich.
Christian Lahusen ließ ab 1886 unmittelbar neben der Fabrik der Nordwolle ein Landhaus errichten, welches bis 1910 zur repräsentativen Villa Lahusen erweitert wurde.
Der Sohn Carl Lahusen beauftragte 1893 den Gartenarchitekten Wilhelm Benque mit der Anlage eines Englischen Landschaftsparks um die Villa. Durch den Park fließt die Delme.
Der Park war damals für Arbeiter und Öffentlichkeit nicht zugänglich, sondern nur für die Unternehmerfamilie und leitende Angestellte einiger angrenzender sogenannter Beamtenhäuser. Erst nach dem Konkurs der Nordwolle von 1931 konnte die Bevölkerung den Park betreten. Nach dem Zweiten Weltkrieg wurde der Park für die Allgemeinheit wieder gesperrt und 1975 an die Stadt Delmenhorst verkauft.
Der Park ist teilweise noch erhaltenen; wohl noch die Hälfte des von Benque geplanten Parks. Auf dem Areal entstand zwischen 1969 und 1976 das Wohnquartier Wollepark mit ursprünglich 1388 Wohnungen in bis zu neungeschossigen Mietwohnhäusern als Großwohnsiedlung, von der nach 2017 einige hohe Häuser abgebrochen wurden. Um 2000 bis 2003 wurden für Teile des Wolleparks Entwicklungskonzeptionen und ein Rahmenplan aufgestellt und kleinere Gebiete Teil des Sanierungsgebietes Wollepark. Im und am Wollepark und Umzu sind eine große Wiese, eine Kraftsportanlage, der Spielplatz und ein Teich sowie zudem die Grundschule Wollepark, ein Sprachheilkindergarten, das Jugendhaus und ein Nachbarschaftszentrum der Diakonie. Das Wäldchen Richtung Schwabenstraße ist heute ein naturpädagogischer Entdeckerwald, genutzt und betreut von der Parkschule und dem Kindergarten.